# 五木村立五木中学校
五木村立五木中学校（いつきそんりつ いつきちゅうがっこう）は、熊本県球磨郡五木村甲にある村立の中学校。略称「五中」（ごちゅう）。
五木村内で唯一の中学校である。

## 概要
歴史
1947年（昭和22年）の学制改革により、新制中学校として創立。通学区域が広範囲に渡っていたため、複数の分校を設置していた。1962年（昭和37年）には分校1校が独立し、中学校2校体制（五木第一・五木第二）となる。しかし、少子化が進み、1995年（平成7年）には2校を統合（分校も廃止）し、村内に中学校が1校のみとなる。遠隔地からの通学生徒のためにスクールバスを運行している。2022年（令和4年）に創立75周年を迎えた。
校訓
「自主・努力・責任」
校章
校歌
作詞は山口白陽、作曲は梅沢信一による。歌詞は3番まであり、各番の歌詞中に校名の略称である「五中」（ごちゅう）が登場する。
通学区域
「五木村全域」。小学校区は五木村立五木東小学校。通学区域が広範囲にわたるので、スクールバスが運行されている。
特色のある教育活動
五木の子守唄が伝わる地に立つ中学校として、子守唄のCDや、学校オリジナルの「風の子守唄」を製作するなど、特色のある活動をしている。

## 沿革
- 1947年（昭和22年） 4月 - 学制改革が行われ（六・三制の実施）、以下の新制中学校および分校が設置される（本校1・分校4）。初代校長に中根晃が着任。
  - 「五木村立五木中学校」（本校、五木村立五木東小学校に併設）
    - 南分校（五木村立五木南小学校[9]に併設）
    - 北分校（五木村立五木北小学校に併設）
    - 西分校（五木村立五木西小学校に併設）
    - 下梶原分校（五木村立五木東小学校下梶原分校[10]に併設）[2]
- 1951年（昭和26年）10月 - 五木村甲（池の鶴）777番地1に、中学校本校専用の木造新校舎が完成。五木東小学校との併設を解消。
- 1953年（昭和28年）4月 - 端海野分校を新設（五木村立五木西小学校端海野分校に併設）（本校1・分校5）。
- 1956年（昭和33年）4月 - 平沢津分校を新設（五木村立五木北小学校平沢津分校に併設）（本校1・分校6）
- 1962年（昭和37年）
  - 3月 - 本校体育館が完成。
  - 4月 - 北分校が独立。（本校2・分校5）
    - 五木村立五木中学校を「五木村立五木第一中学校」に改称。分校4校（南・西・下梶原・端海野）を所管。
    - 北分校が分離の上、「五木村立五木第二中学校」として独立。分校1校（平沢津）を所管。
- 1963年（昭和38年）4月 - 中道分校を新設（第二中学校が所管、五木村立五木北小学校中道分校に併設）（本校2・分校6）。
- 1972年（昭和47年）9月 - 村内小中学校で完全給食を実施。
- 1973年（昭和48年）4月1日 - 南分校を休校とする。
- 1974年（昭和49年）
  - 4月1日 - 中道分校を休校とする。
  - 8月 - 第一中学校の夜間照明設備の設置が完了。
- 1975年（昭和50年）9月 - 中道分校を閉校（中道地区の住民が川辺川沿いの築切にある白水団地に集団移転したため）（本校2・分校5）。
- 1976年（昭和51年）11月 - 第一中学校の武道館が完成。
- 1977年（昭和52年）8月 - 第二中学校の夜間照明設備の設置が完了。
- 1980年（昭和55年）
  - 4月 - 端海野分校を休校とする。
  - 9月 - 端海野分校を閉校。（本校2・分校4）
- 1992年（平成4年）4月 - 南分校を閉校（五木村立五木南小学校[9]も閉校）。（本校2・分校3）
- 1995年（平成7年）4月1日 - 五木村内中学校（本校2・分校3すべて）が統合の上、「五木村立五木中学校」（現校名、二代目）となる。スクールバスの運行を開始。
- 2005年（平成17年）4月 - 五木中学校・人吉高校五木分校職員に兼務発令[11]。
- 2007年（平成19年）
  - 9月1日 - 五木中学校と人吉高校五木分校、新校舎で授業開始[12]（川辺川ダム建設で水没予定地になることから、頭地代替地に現新校舎が建設された）。
  - 10月26日 - 人吉高校五木分校と、新校舎の合同落成式[2]を挙行。
- 2008年（平成20年） - 旧校舎の解体作業を実施[12]。

## 学校行事
3学期制
1学期
- 4月 - 入学、始業式
- 5月 - 人吉高校五木分校との合同体育大会[13][14]
- 6月 - 修学旅行[15]
- 7月 - 終業式

2学期
- 9月 - 始業式
- 11月 - 子守唄祭り[16]、文化祭[17][18]
- 12月 - 終業式

3学期
- 1月 - 始業式
- 3月 - 卒業式、修了式

## 生徒会活動
- 生徒会執行部
- 学級図書委員会
- 体育委員会
- 環境放送委員会
- 保健給食委員会

## 部活動
運動部
- 陸上部[19]
- バドミントン部[19]

文化部

## 制服
- 男子 - 夏服が開衿シャツに黒色ズボン、冬服が黒色の学ランに黒色ズボン。
- 女子 - 夏服が白色セーラー服に青のリボン、水色のプリーツスカート、冬服が青色ラインの紺色セーラー服に紺色のプリーツスカート[20][21]。

## 交通アクセス
最寄りのバス停留所
- 九州産交バス 「頭地」停留所

最寄りの幹線道路
- 国道445号
- 熊本県道25号宮原五木線

## 周辺
- 五木村役場
- 五木村社会福祉協議会
- 熊本県立人吉高等学校五木分校
- 五木村立五木東小学校
- 中央保育所
- 人吉警察署五木警察官駐在所
- 人吉下球磨消防組合消防本部 中央消防署 北分署
- 道の駅子守唄の里五木、子守歌公園
- 五木村歴史文化交流館ヒストリアテラス五木谷
- 五木郵便局
- 頭地大橋